# Brzeziny Chwałowickie
Brzeziny Chwałowickie – część miasta Rybnika, położona w rejonie ulic Chwałowickiej i Pod Hałdą, na południe od centrum Rybnika. 